# Franska Dahomey
Franska Dahomey var en fransk koloni i nuvarande Benin och en del av Franska Västafrika.

## Geografi
Den var belägen på Slavkusten av övre Guinea. Den omfattade som huvuddel det forna kungariket Dahomey och sträckte sig i norr till Niger. Det ingick i generalguvernementet Franska Västafrika. I öster låg det brittiska Nigeria, i väster det franska mandatområdet Togo.
Kusten följdees av laguner, innanför utbredde sig ett jämnt låglandsbälte och träsk, därefter steg landet
trappstegsvis till vattendelaren mot Niger; åt söder flöt Ouémé. Landskapskaraktären var savann, i norr stäpp. Inom låglandet vidsträckta regnskogar.

## Befolkning
Befolkningen utgöres av skilda etniska grupper och var ojämnt fördelad. Tätast befolkat var kustlandet;
stora ödemarker inåt landet. Dahomeaner var  huvudfolket i söder, de krigiska och kraftfulla bariba inom det forna Borgou huvudfolk i norr. Spridda bodde även haussa och fulbe i kolonin.

## Näringsliv
Koloniens huvudprodukter var olja och kärnor från oljepalmen, som ymnigt växte vild i regnskogarna i söder och odlades på plantager samt i byarna. Exporten 1945 av palmkärnor var 32 120 ton, av palmolja 3 215 ton. I mellersta Dahomey odlades bomull.
Det inhemska jordbruket alstrade främst majs, därjämte jams, maniok, hirs, bönor, ris m. m. I norr idkades vid sidan av jordbruk boskapsskötsel (hästar, nötboskap, får).
Regeringssäte var Porto-Novo vid kustlagunen i öster, huvudhamn Cotonou; Ouidah vid kusten i väster var tidigare en huvudort för slavhandeln. Huvudstad i det egentliga Dahomey var Abomey på höglandet i söder. Dahomey hade 692 km smalspåriga järnvägar, nästan uteslutande i södra delen samt 4 400 km landsvägar.

## Historia
Från mitten av 1800-talet blev de europeiska makternas politiska inflytande märkbart genom engelsk blockad av kusten mot slavhandeln samt tävlan om kustplatserna mellan Storbritannien, Frankrike och Portugal, varvid Frankrike vann försteget, besatte Cotonou (1884) och träffade uppgörelse med övriga europeiska makter. Förgäves sökte nu Dahomey efter ett första krig 1890, att bevara sitt oberoende. 1892 tvingade överste Alfred Dodds i spetsen för franska och senegalesiska trupper Dahomeys konung, Behanzin, att uppge Abomey. 1894 måste denne ge sig fången. Dahomey införlivades med Franska Västafrika och organiserades så småningom allt fastare som fransk koloni.

### Självständighet
Den 1 augusti 1960 fick Republiken Dahomey full självständighet från Frankrike. Republikens första president var Hubert Maga, som dessförinnan hade varit premiärminister under territoriets sista år under franskt styre.